# Educația în Polonia
Educația în Polonia este obligatorie; fiecare copil trebuie să primească educație de la vârsta de 6 ani până la vârsta de 18 ani. De asemenea, este obligatoriu ca copiii în vârstă de 6 ani să primească un an de educație la grădiniță (în poloneză przedszkole, literalmente grădiniță) educație, înainte de a începe școala primară (în poloneză szkoła podstawowa) la vârsta de 6 ani. Școala primară durează opt ani (clasele 1-8), iar elevii trebuie să susțină un examen final la sfârșitul clasei a opta. După absolvirea școlii primare, oamenii merg de obicei la școala secundară (în poloneză szkoła średnia), care durează 4 sau 5 ani. De asemenea, ei pot alege să se pregătească pentru o anumită profesie sau meserie și să dobândească experiență profesională și calificări prin ucenicie. După absolvirea școlii secundare și promovarea examenului final, numit Matura⁠(d), se poate urma o educație superioară la o universitate, colegiu etc.
Ministerul Polonez al Educației înființat de regele Stanisław August Poniatowski în 1773 a fost primul minister al educației din lume, iar tradițiile continuă. Studiul internațional PISA 2012 a lăudat progresele înregistrate de învățământul polonez în matematică, științe și alfabetizare; numărul elevilor cu cele mai bune performanțe a crescut din 2003, în timp ce numărul elevilor cu performanțe scăzute a scăzut din nou. În 2014, Pearson/Economist Intelligence Unit a clasificat învățământul polonez pe locul cinci în Europa și pe locul zece în lume.
Există mai multe alternative pentru învățământul secundar superior ulterior, cele mai comune fiind cei patru (trei până în 2017) ani dintr-un liceu⁠(d) sau cinci (patru până în 2017) ani într-un technikum. Ambele se încheie cu un examen de maturitate (Matura⁠(d), similar cu bacalaureatul francez), și pot fi urmate de mai multe forme de învățământ superior, care conduc la licență: licencjat sau inżynier (calificarea primului ciclu al Procesului Bologna din Polonia), Master: Magister⁠(d) (calificarea din al doilea ciclu al Procesului Bologna din Polonia) și, eventual, doctorat: doktor (calificarea din al treilea ciclu al Procesului Bologna din Polonia). Sistemul de învățământ din Polonia permite 22 de ani de școlarizare continuă, neîntreruptă.

## Învățământul obligatoriu

### Școală primară
De obicei, copiii încep să frecventeze școala primară (szkoła podstawowa, cunoscută și sub denumirea colocvială de podstawówka) la vârsta de șapte ani. Școala primară durează de obicei opt ani (clasele 1-8). Înainte de 2017, școala primară dura doar șase ani (clasele 1-6), după care elevii urmau gimnazjum (gimnaziu), de asemenea obligatorie, care dura trei ani. Cu toate acestea, situația s-a schimbat odată cu introducerea actului „Legea privind educația școlară” din 2016 de către ministrul de atunci al educației, Anna Zalewska⁠(d). Gimnazjum a fost abolit și înlocuit cu 8 ani de școală primară (față de sistemul anterior de 6 ani de școală primară + 3 ani de gimnazjum). Modificările au început să intre în vigoare la 1 septembrie 2017.
Primii trei ani de școală primară sunt „integrați”, cu un singur profesor care se ocupă singur de toate sau de majoritatea materiilor, în timp ce următorii cinci ani sunt predați de profesori care se ocupă de materii specifice. În timpul primilor trei ani, copiii studiază de obicei doar câteva materii: poloneză, matematică, o limbă străină (de obicei, engleza), educație fizică (wychowanie fizyczne, adesea abreviată ca WF) și ore opționale de religie (religia). Acest lucru poate varia, totuși, în diferite școli. În următorii cinci ani, elevii învață, de asemenea, unele materii suplimentare, cum ar fi biologia, fizica și o a doua limbă străină (germană, spaniolă, rusă fiind cele mai populare). La sfârșitul școlii primare, elevii susțin un examen național obligatoriu de competențe (egzamin ósmoklasisty, literalmente un examen de clasa a VIII-a). Examenul în sine este obligatoriu, însă nu are un rezultat minim de trecere, ceea ce înseamnă că este imposibil să nu-l promoveze. După susținerea examenului și absolvirea școlii primare, elevul urmează, de obicei, școala secundară.

### Liceu
Până în 2019, gimnaziul (gimnazjum) cuprindea învățământul secundar inferior și încheia învățământul general de bază și dura trei ani. Disciplinele predate erau: Limba poloneză, istorie, educație civică, două limbi străine, matematică, fizică și astronomie, chimie, biologie, geografie, arte plastice/muzică, tehnologie, tehnologia informației, educație fizică și religie sau etică. La sfârșitul programei școlare, elevii erau evaluați pe baza rezultatelor obținute la cincinal și pe baza unui examen la științe umaniste, științe și limbi străine.
În urma reformei din 2016 a partidului de guvernământ PiS, au fost introduse treptat schimbări în sistemul de învățământ polonez. Începând cu anul școlar 2017/18, școlile gimnaziale urmau să fie desființate, școlile primare urmau să fie extinse la opt ani, iar școlile secundare superioare urmau să primească un an în plus, așa cum era înainte de 1999. Instituțiile urmau fie să se închidă, fie să fie transformate în școli primare sau licee până la 1 septembrie 2019.

## Învățământul secundar superior
Învățământul secundar superior începe la sfârșitul învățământului obligatoriu cu normă întreagă, pregătind elevii pentru intrarea directă pe piața muncii și/sau în învățământul terțiar (adică superior). Învățământul secundar superior ia mai multe forme.
Învățământul general poate fi urmat în școli secundare generale (liceum): după patru ani, elevii pot promova „Matura”, care le permite accesul la învățământul superior. Învățământul profesional și tehnic este asigurat în principal de școli tehnice (technikum) și/sau școli profesionale de bază (zasadnicza szkoła zawodowa). Școlile tehnice durează cinci ani și conduc la Matura. Scopul lor principal este de a preda ocupații și meserii, cele mai populare fiind: contabil, mecanic, electronist și vânzător. Școlile profesionale de bază oferă un învățământ profesional care durează trei ani și acordă un certificat de competență în diverse domenii, cele mai populare fiind: vânzător, bucătar, grădinar, mecanic auto, coafor și brutar. Absolvenții școlilor profesionale de bază pot promova examenul de maturitate după un program extracurricular de doi ani într-o școală secundară generală sau, din 2004, de trei ani într-o școală tehnică. Școlile secundare generale profilate (liceum profilowane) oferă un învățământ profesional în patru ani, dar numai în domeniile descrise de Clasificarea poloneză a activităților (PKD). În plus, elevii cu handicap mintal și/sau fizic se pot înscrie în școli speciale (szkoła specjalna) care îi pregătesc pentru examenul de maturitate în trei ani.

## Învățământul terțiar

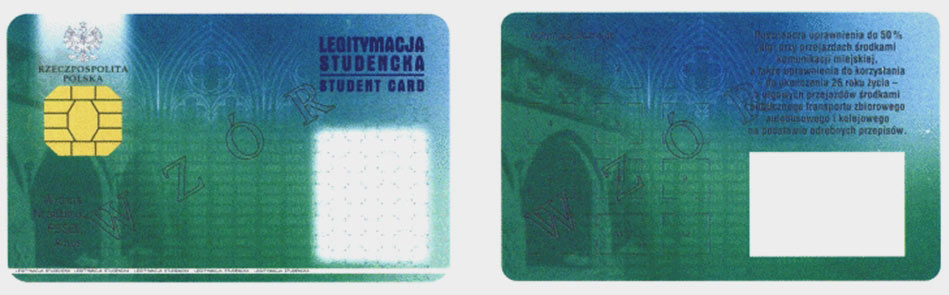
Legitimație de student polonez

Polonia urmează sistemul Bologna și majoritatea programelor sale de învățământ terțiar sunt alcătuite din două cicluri: o diplomă de licență de trei ani urmată de o diplomă de masterat de doi ani. Cu toate acestea, unele diplome de masterat sunt acordate în urma unui program unic de ciclu lung, cu o durată cuprinsă între patru și șase ani (ex: cinci ani pentru farmacie, șase ani pentru medicină). Programele de doctorat sunt realizate în aproximativ trei ani. Diploma de profesor de școală primară necesită trei ani de studiu în cadrul unei școli de formare a profesorilor. Învățământul profesional este gestionat de școala postliceală (szkoła policealna), cu programe care durează doi ani și jumătate.

### Sistemul de notare la nivel universitar
Învățământul la nivel universitar utilizează un sistem numeric de note de la 2 la 5, majoritatea notelor incluzând creșteri de 0,5 puncte: 2.0 este nota de eșec, 3.0 este cea mai mică notă de trecere, urmată de 3.5, 4.0 și 4.5, 5.0 fiind cea mai mare notă. Nu există nota 2,5. O notă de 5,5 sau 6,0 este acordată uneori ca notă „depășește așteptările”, dar aceasta diferă de la o universitate la alta și poate fi echivalentă cu 5,0 în anumite scopuri. În mod similar, nota „3” este acordată ocazional (dar foarte rar) ca o notă „abia de trecere”, dar în toate scopurile oficiale este echivalentă cu 3,0.
Notarea se face în fiecare semestru (de două ori pe an), nu doar o dată într-un an școlar. În funcție de materie, nota finală se poate baza pe rezultatul unui singur examen sau pe performanța elevului pe parcursul întregului semestru. În acest din urmă caz, se utilizează în general un sistem de puncte, mai degrabă decât scara 2-5. Punctele acumulate pe parcursul semestrului sunt însumate și convertite într-o notă finală în conformitate cu o anumită scală.
Având în vedere că o notă insuficientă înseamnă pur și simplu că trebuie să repete materia la care a picat și poate fi, de obicei, corectată la un nou examen (și, în unele cazuri, și la un „examen de comisie” special), aceasta este utilizată mult mai liber și este destul de frecvent ca un număr semnificativ de studenți să pice un curs de la prima încercare.

## Limbi străine
Elevii din școlile poloneze învață de obicei una sau două limbi străine. În 2005/2006, procentul elevilor care studiau limbi străine în școlile poloneze includea engleză – 67,9%, germană – 33,3%, franceză – 13,3%, spaniolă – 10,2%, rusă – 6,1%, italiană – 4,3%, latină – 0,6 %.
În 2005/2006, în școlile pentru minoritățile naționale erau 49.200 de elevi, majoritatea în școli de limbă germană, cașubă, ucraineană și bielorusă.
În cadrul reformei educației introduse de ministrul polonez al educației, Katarzyna Hall⁠(d), elevii din școlile gimnaziale poloneze trebuiau să învețe două limbi străine diferite. Prima limbă străină (de obicei engleza) era predată de trei ori pe săptămână. A doua limbă străină era predată de două ori pe săptămână. Reforma a introdus două niveluri diferite ale examenului – un nivel superior (dacă un elev învăța aceeași limbă în școala primară) și un nivel standard (dacă un elev învăța prima limbă în școala secundară inferioară). Rezultatele examenelor de limbă din învățământul secundar inferior au contribuit la criteriile de înscriere în învățământul secundar superior.

## Istoric
Educația societății poloneze a fost un obiectiv al conducătorilor încă din secolul al XII-lea, iar Polonia a devenit curând una dintre cele mai educate țări din Europa. Catalogul bibliotecii Capitolului Catedralei din Cracovia datând din 1110 arată că, la începutul secolului al XII-lea, intelectualii polonezi aveau acces la literatura europeană. Universitatea Jagiellonă, fondată în 1364 de regele Cazimir al III-lea în Cracovia, este una dintre cele mai vechi universități din Europa. În 1773, regele Stanisław August Poniatowski a înființat Comisia de Educație Națională (Komisja Edukacji Narodowej), primul minister de stat al educației din lume.

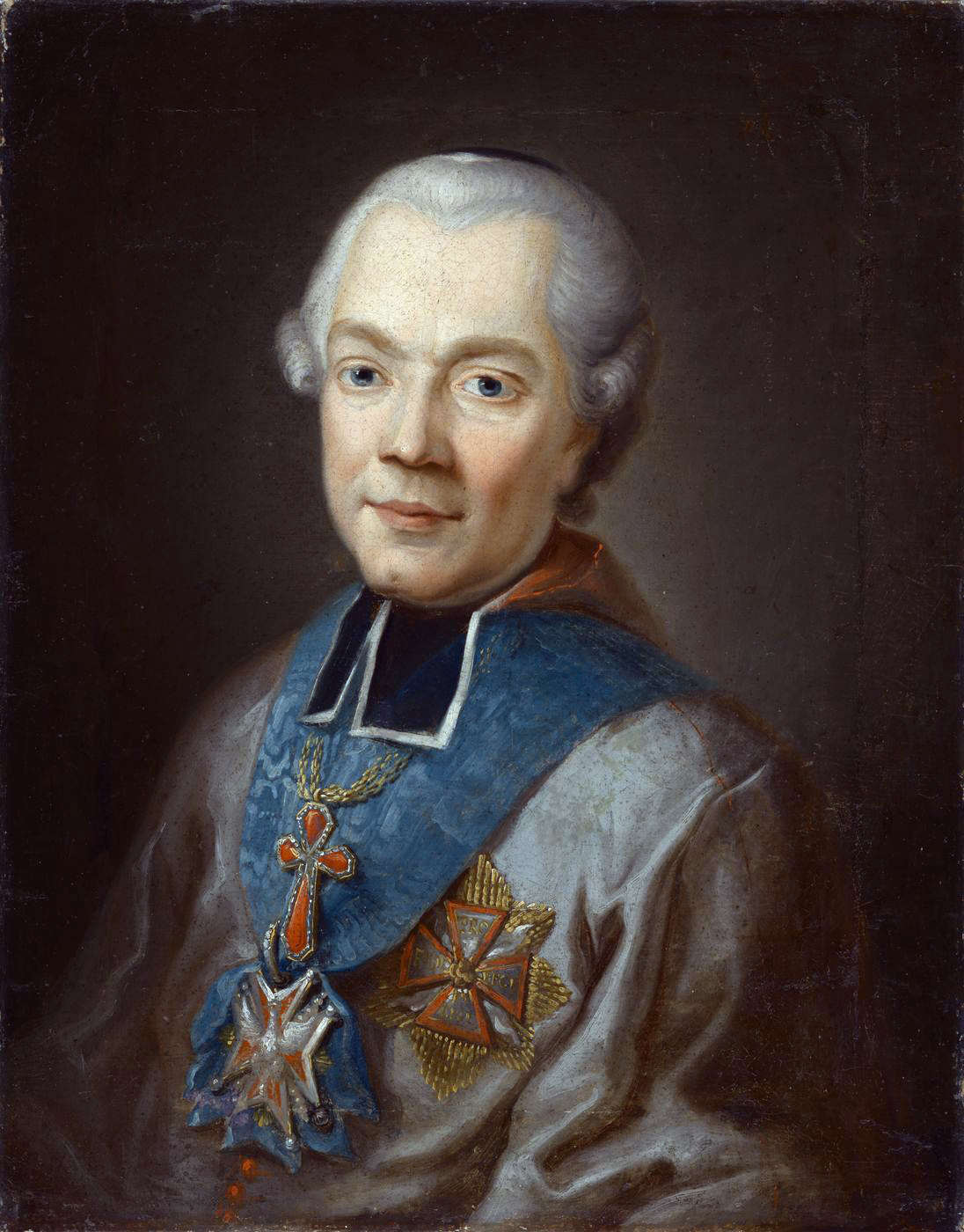
Episcopul de Vilnius,, a fost primul președinte al Comisiei pentru Educație Națională

Prima universitate din Polonia, Universitatea Jagiellonă din Cracovia, a fost înființată în 1364 de Cazimir al III-lea cel Mare în Cracovia. Este cea mai veche universitate din Polonia. Este a doua cea mai veche universitate din Europa Centrală (după Universitatea din Praga) și una dintre cele mai vechi universități din lume. Cazimir al III-lea și-a dat seama că națiunea avea nevoie de o clasă de oameni educați, în special de avocați, care să poată codifica legile țării și să administreze tribunalele și birourile. Eforturile sale de a fonda o instituție de învățământ superior în Polonia au fost în cele din urmă răsplătite atunci când Papa Urban al V-lea i-a acordat permisiunea de a deschide Universitatea din Cracovia.
În secolul al XVI-lea, 90% din toate parohiile din Polonia Mică și Polonia Mare aveau școli în care se predau gramatica și latina la nivel de bază, în timp ce învățământul secundar era disponibil în orașe și în orașele mai mari. La Universitatea Jagiellonă, 65% dintre studenți proveneau din mediul urban, 25% din nobilime și 10% din familii de țărani.
Ideea învățământului obligatoriu a fost avansată de Andrzej Frycz Modrzewski în 1555. După împărțirile Poloniei, învățământul obligatoriu a fost introdus de autoritățile prusace în provinciile poloneze care aparțineau Prusiei (1825) și de autoritățile austriece în Galiția (1873). În Imperiul Rus, învățământul obligatoriu nu a existat. Ca urmare, în 1921, după ce Polonia și-a recâștigat independența, o treime din populația celei de-a Doua Republici Polone era analfabetă. Analfabetismul era foarte ridicat în est, dar aproape inexistent în provinciile vestice. Învățământul obligatoriu în Polonia a fost introdus printr-un decret în februarie 1919. Aceasta viza toți copiii cu vârste cuprinse între 7 și 14 ani. La început, însă, statul polonez nou creat s-a confruntat cu mai multe probleme de implementare - lipsa profesorilor calificați, a clădirilor și a fondurilor. După cel de-Al Doilea Război Mondial, învățământul obligatoriu a rămas una dintre prioritățile statului. Până în 1978, doar 1,2 % din populația poloneză era analfabetă. În Polonia, învățământul obligatoriu se încheie la vârsta de 18 ani. De obicei, începe când copiii au 6 ani și se încheie după 12 ani de învățare (de obicei, într-un liceu). Legislația poloneză contemporană face distincție între școala obligatorie (obowiązek szkolny) și învățământul obligatoriu (obowiązek nauki).

### Reformele din 1999
O reformă majoră a sistemului de învățământ a avut loc în 1999, schimbând structura organizatorică generală de la 8 (școală primară) + 4 (liceu/liceu) ani de învățământ la 6 (școală primară) + 3 (gimnaziu, gimnazjum) + 3 (liceu, liceum) ani. Reforma a crescut timpul petrecut cu materiile de bază și a amânat cu un an studiile profesionale (liceu). Clasamentul educațional al Poloniei în OCDE pentru citire și științe a trecut de la o poziție sub medie la una în top 10 și la una în top 15 pentru matematică.

### Reformele din 2017
Guvernul PiS a introdus în 2017 o reformă⁠(pl)[traduceți] majoră a sistemului educațional polonez, care va fi pusă în aplicare succesiv pe parcursul a trei ani școlari începând cu 2017/2018. Reforma inversează structura organizatorică generală de la 6 (primar) + 3 (gimnazial) + 3/4 (liceal) ani de învățământ la 8 (primar) + 4/5 (liceal) ani. Potrivit profesoarei de istorie Anna Dzierzgowska, reforma moștenește accentele polono-centrice și eurocentrice ale programei de istorie anterioare, elimină Mișcarea de Nealiniere din programă și se concentrează pe liderii politici și militari și pe nobilime, neglijând rolul istoric al claselor sociale inferioare. Termenul de comunism a fost eliminat din predare în jurul secolului al XIX-lea, în timpul căruia este numit socialism, și apare doar mai târziu în asociere cu Republica Populară Poloneză. Dzierzgowska susține că noțiunea de naționalism datează istoric doar din secolul al XIX-lea, dar este utilizată mult prea frecvent în noua programă școlară, oferind elevilor un context geografic insuficient.

## Violență
În 2006, ca răspuns la sinuciderea unei fete după ce a fost molestată sexual la școală, ministrul polonez al educației, Roman Giertych⁠(d), a lansat o reformă școlară de „toleranță zero”. Conform acestui plan, profesorii vor avea statutul juridic de funcționari publici, ceea ce face ca infracțiunile violente pedepsite cu sancțiuni mai mari. Directorii de școli vor putea, teoretic, să trimită elevii agresivi să presteze muncă în folosul comunității, iar părinții acestor elevi ar putea fi, de asemenea, amendați. Profesorii care nu raportează actele violente din școală ar putea fi condamnați la închisoare.